# Littératie des données
La littératie des données (du terme anglais data literacy) ou culture des données est la capacité d'identifier, de collecter, de traiter, d'analyser et d'interpréter des données afin de comprendre les phénomènes, les processus, les comportements qui les ont générées en sachant faire preuve d'esprit critique.

## En Suisse
Le conseiller aux États Beat Rieder interpelle le conseil fédéral  en septembre 2020 pour une campagne nationale de promotion des compétences en matière de littératie des données.